# Afrika-Meisterschaften im Straßenradsport 2011
Die 7. Afrika-Meisterschaften im Straßenradsport wurden vom 8. bis zum 13. November 2011 in der eritreischen Hauptstadt Asmara ausgetragen. Dabei fanden in der Kategorie Männer Elite/U23 Wettbewerbe im Mannschaftszeitfahren, Einzelzeitfahren sowie ein Straßenrennen statt. Außerdem wurden ein Einzelzeitfahren und ein Straßenrennen für Frauen veranstaltet. Die Rennen waren in der Kategorie CC Teil der UCI Africa Tour 2012. Die Teilnehmer starteten jeweils in den Nationalmannschaften ihrer Heimatländer.
Die Kontinentalmeisterschaften begannen am Dienstag, den 8. November, mit der Einschreibung der Teilnehmer und einem Treffen der Teamchefs. Am 10. November schrieben sich die Teilnehmerinnen und Teamchefs der Damenwettbewerbe ein. Am 12. November fand im Hotel Asmara Palace eine Konferenz der UCI Africa Tour statt.

## Zeitfahren

### Mannschaftszeitfahren Männer Elite/U-23
| Platz | Nation         | Athleten                                                                   | Zeit       |
| ----- | -------------- | -------------------------------------------------------------------------- | ---------- |
| 1     | Eritrea        | Natnael Berhane Ferekalsi Debessay Daniel Teklehaymanot Jani Tewelde       | 42:44 min  |
| 2     | Südafrika      | Herman Fouche Reinardt Janse van Rensburg Louis Meintjes Jacobus Venter    | + 1:26 min |
| 3     | Marokko        | Reda Aadel Adil Jelloul Mouhssine Lahsaïn Abdelatif Saadoune               | + 1:33 min |
| 4     | Algerien       | Abdelbasset Hannachi Abderrahman Bourezza Azzedine Lagab Abdelmalek Madani | + 2:09 min |
| 5     | Ägypten        | Alsayed Ali Osama Asran Ahmed Mahmoud Add Alla Mohamed Sherif              | + 3:35 min |
| 6     | Ruanda         | Joseph Biziyaremye Nathan Byukusenge Nicodem Habiyambere Gasore Hategeka   | + 5:38 min |
| 7     | Tansania       | John Kitivei Richard Laningo Hamisi Mkona Juma Sato                        | + 8:54 min |
| 8     | Elfenbeinküste | Issiaka Cissé Issiaka Fofana Bassirou Konté Koume Lokossue                 | + 9:09 min |

Länge: 2 Runden auf dem Zeitfahrkurs zu je 18 km (insgesamt 36 km)

Start: Mittwoch, 9. November

Strecke: Asmara, Zeitfahrstrecke
Es nahmen acht Mannschaften teil.

### Einzelzeitfahren Frauen Elite
| Platz | Land      | Athletin           | Zeit       |
| ----- | --------- | ------------------ | ---------- |
| 1     | Südafrika | Cherise Taylor     | 24:31 min  |
| 2     | Südafrika | Ashleigh Moolman   | + 0:27 min |
| 3     | Mauritius | Aurélie Halbwachs  | + 1:40 min |
| 4     | Eritrea   | Wehazit Kidane     | + 3:00 min |
| 5     | Eritrea   | Senait Araya       | + 3:54 min |
| 6     | Namibia   | Heletje van Staden | + 4:29 min |
| 7     | Algerien  | Aicha Tihar        | + 5:27 min |
| 8     | Ägypten   | Aya Hassan         | + 5:37 min |

Länge: 1 Runde (18 km)

Start: Freitag, 11. November

Strecke: Asmara, Zeitfahrstrecke
Es kamen acht Athletinnen ins Ziel.

### Einzelzeitfahren Männer Elite/U-23
| Platz | Land      | Athlet                      | Zeit       |
| ----- | --------- | --------------------------- | ---------- |
| 1     | Eritrea   | Daniel Teklehaymanot        | 44:32 min  |
| 2     | Südafrika | Louis Meintjes              | + 0:46 min |
| 3     | Südafrika | Reinardt Janse van Rensburg | + 1:14 min |
| 4     | Algerien  | Azzedine Lagab              | + 1:19 min |
| 5     | Marokko   | Mouhssine Lahsaïn           | + 1:23 min |
| 6     | Eritrea   | Freqalsi Abrha              | + 1:55 min |
| 7     | Namibia   | Lotto Petrus                | + 1:58 min |
| 8     | Marokko   | Reda Aadel                  | + 3:05 min |

Länge: 2 Runden zu je 18 km (insgesamt 36 km)

Start: Freitag, 11. November

Strecke: Asmara, Zeitfahrstrecke
Es kamen 24 Athleten ins Ziel.

## Straßenrennen

### Frauen Elite
| Platz | Land      | Athletin             | Zeit         |
| ----- | --------- | -------------------- | ------------ |
| 1     | Südafrika | Ashleigh Moolman     | 1:39:43 h    |
| 2     | Südafrika | Cherise Taylor       | gleiche Zeit |
| 3     | Mauritius | Aurélie Halbwachs    | + 5:34 min   |
| 4     | Südafrika | Joanna van de Winkel | gleiche Zeit |
| 5     | Eritrea   | Wehazit Kidane       | gleiche Zeit |
| 6     | Eritrea   | Senait Araya         | gleiche Zeit |
| 7     | Namibia   | Heletje van Staden   | + 5:38 min   |
| 8     | Ägypten   | Aya Hassan           | gleiche Zeit |

Länge: 6 Runden zu je 10,45 Kilometern (insgesamt 62,7 km)

Start: Sonntag, 13. November

Strecke: Asmara, Strecke Straßenrennen
Es kamen 11 Athletinnen ins Ziel.

### Männer Elite/U-23
| Platz | Land      | Athlet                      | Zeit         |
| ----- | --------- | --------------------------- | ------------ |
| 1     | Eritrea   | Natnael Berhane             | 3:17:12 h    |
| 2     | Eritrea   | Tesfay Abrhaha Habtemariam  | gleiche Zeit |
| 3     | Südafrika | Reinardt Janse van Rensburg | gleiche Zeit |
| 4     | Algerien  | Abdelbasset Hannachi        | gleiche Zeit |
| 5     | Algerien  | Youcef Reguigui             | gleiche Zeit |
| 6     | Eritrea   | Meran Russan                | gleiche Zeit |
| 7     | Algerien  | Abdellah Ben Youcef         | gleiche Zeit |
| 8     | Marokko   | Mouhssine Lahsaïn           | gleiche Zeit |
| 9     | Marokko   | Adil Jelloul                | gleiche Zeit |
| 10    | Ägypten   | Add Alla Mohamed Sherif     | gleiche Zeit |
| 11    | Marokko   | Reda Aadel                  | gleiche Zeit |
| 12    | Eritrea   | Jani Tewelde                | + 3:05 min   |
| 13    | Eritrea   | Daniel Teklehaymanot        | gleiche Zeit |
| 14    | Algerien  | Azzedine Lagab              | gleiche Zeit |
| 15    | Südafrika | Jacobus Venter              | + 0:04 min   |

Länge: 14 Runden zu je 10,45 km (insgesamt 146,3 km)

Start: Sonntag, 13. November

Strecke: Asmara, Strecke Straßenrennen
Es kamen 50 Athleten ins Ziel.